# Sergej Mindirgasov
Sergej Nikolajevič Mindirgasov (* 14. listopadu 1959 Luhansk, Sovětský svaz) je bývalý sovětský sportovní šermíř, který se specializoval na šerm šavlí. Sovětský svaz reprezentoval v osmdesátých letech a do roku 1991. Původně zastupoval lvovskou šermířskou školu, která spadala pod Ukrajinskou SSR, ale po zisku titulu mistra sovětského svazu v roce 1985 se přesunul do Moskvy a zastupoval Ruskou SFSR. Na olympijských hrách startoval v roce 1988 v soutěži jednotlivců a družstev. V roce 1986 získal titul mistra světa v soutěži jednotlivců. Se sovětským družstvem šavlistů vybojoval v roce 1988 stříbrnou olympijskou medaili a pět titulů mistra světa v letech 1985, 1986, 1987, 1989 a 1990.